# Mishel Prada
Mishel Prada (Hialeah, 23 dicembre 1989) è un'attrice statunitense.
È nota per aver interpretato il ruolo principale di Emma Hernandez nella serie drammatica di Starz, Vida. In precedenza ha recitato nella serie web spin-off di The Walking Dead, Fear the Walking Dead: Passage.

## Biografia
Prada è nata e cresciuta a Hialeah, una città nell'area metropolitana di Miami. Ha origini dominicane, messicane, portoricane e francesi. I genitori di Prada emigrarono negli Stati Uniti. È cresciuta parlando spagnolo.
Prada ha iniziato a recitare da bambina, esibendosi in produzioni religiose e scolastiche. Ha iniziato a recitare professionalmente all'età di 23 anni. Mentre recitava in ruoli secondari, ha lavorato come portinaia al Roosevelt Hotel di Los Angeles.

## Carriera
Il suo primo ruolo da protagonista è stato in Fear the Walking Dead: Passage , che ha ricevuto una nomination agli Creative Arts Emmy Award. Si è presentata alla direttrice del casting di Stranger Things Carmen Cuba dopo la cerimonia. Cuba ha chiamato Prada in seguito per leggere un ruolo nel dramma di Starz Vida, che era in produzione.
Prada fece il provino per la prima volta per i ruoli di Lyn e Cruz, ma alla fine le è stato offerto il ruolo di Emma, una donna americana di origini messicane che ritorna nel suo delicato quartiere di East Los Angeles dopo la morte di sua madre. Vida ha debuttato a maggio 2018 e la seconda stagione è stata trasmessa in anteprima il 23 maggio 2019. 
È membro fondatore di un collettivo di arte femminile chiamato Damarosa, che osserva il lavoro artistico di donne influenti in letteratura.

## Filmografia

### Cinema
- Day's Eye, regia di Teppei Nakamura - cortometraggio (2008)
- A Handful of Dust, regia di Natalie Ghariani Heltzel - cortometraggio (2011)

- Eat Spirit Eat, regia di James Bird (2013)
- Mari Celeste, regia di Jessie Hill - cortometraggio (2015)
- There Is a New World Somewhere, regia di Li Lu (2015)
- Benjamin Troubles, regia di Kai Ephron (2015)
- Tell Me How I Die, regia di D. J. Viola (2016)
- Return to Sender, regia di Jessie Hill - cortometraggio (2016)
- The Two Dogs, regia di Adam Sigal (2017)
- Bachelor Lions, regia di Paul Bunch (2018)
- Jane, regia di Natalija Vekic - cortometraggio (2020)
- My Life Stopped at 15, regia di Nikki Mejia - cortometraggio (2022)
- A Place in the Field, regia di Nikki Mejia (2022)
- Gigi & Nate, regia di Nick Hamm (2022)

### Televisione
- Fear the Walking Dead: Passage, regia di Andrew Bernstein - miniserie TV, 16 puntate (2016-2017)
- Corporate - serie TV, episodio 1x04 (2018)
- Vida - serie TV, 22 episodi (2018-2020)
- Let's Get Merried, regia di Veronica Rodriguez - film TV (2021)
- Riverdale - serie TV, 11 episodi (2019-2022)
- The Continental: Dal mondo di John Wick (The Continental: From the World of John Wick) , regia di Albert Hughes e Charlotte Brändström - miniserie TV, 3 puntate (2023)